# فهرست عمومی باس
فهرست عمومی باس (به انگلیسی: GC:Boss General Catalogue') فهرستی شامل ۳۳۳۴۲ ستاره می‌باشد که در سال ۱۹۳۶ توسط بنیامین باس در آمریکا منتشر شده‌است. این فهرست، جایگزین فهرستی شامل ۶۱۸۸ ستاره بود که توسط لوئیس باس در ۱۹۱۰ تهیه شده بود.